# Laena farkaci
Laena farkaci – gatunek chrząszcza z rodziny czarnuchowatych i podrodziny omiękowatych.
Gatunek ten został opisany w 2008 roku przez Wolfganga Schawallera. Miejscem typowym jest Xue Shan. Epitet gatunkowy nadano na cześć Jana Farkača.
Chrząszcz o ciele długości od 3,5 do 4,3 mm. Przedplecze prawie kwadratowe, w pobliżu przednich kątów najszersze, o brzegach bocznych obrzeżonych, tylnym brzegu nieobrzeżonym i niezagiętym w dół, kątach tylnych zaokrąglonych; jego powierzchnia pokryta rozproszonymi, opatrzonymi krótkimi, leżącymi szczecinkami punktami oddalonymi od siebie 1–4 średnice. Na pokrywach brak rowków, tylko ułożone w rzędy punkty, wielkości tych na przedpleczu i opatrzone krótkimi, leżącymi szczecinkami. Na płaskich międzyrzędach o delikatne punkty z krótkimi szczecinkami. Obie płcie mają wszystkie uda z wyraźnymi zębami. Narządy rozrodcze samca o trójkątnym apicale edeagusa.
Owad endemiczny dla Chin, znany tylko z północnego Junnanu.